# Dominique Cerutti

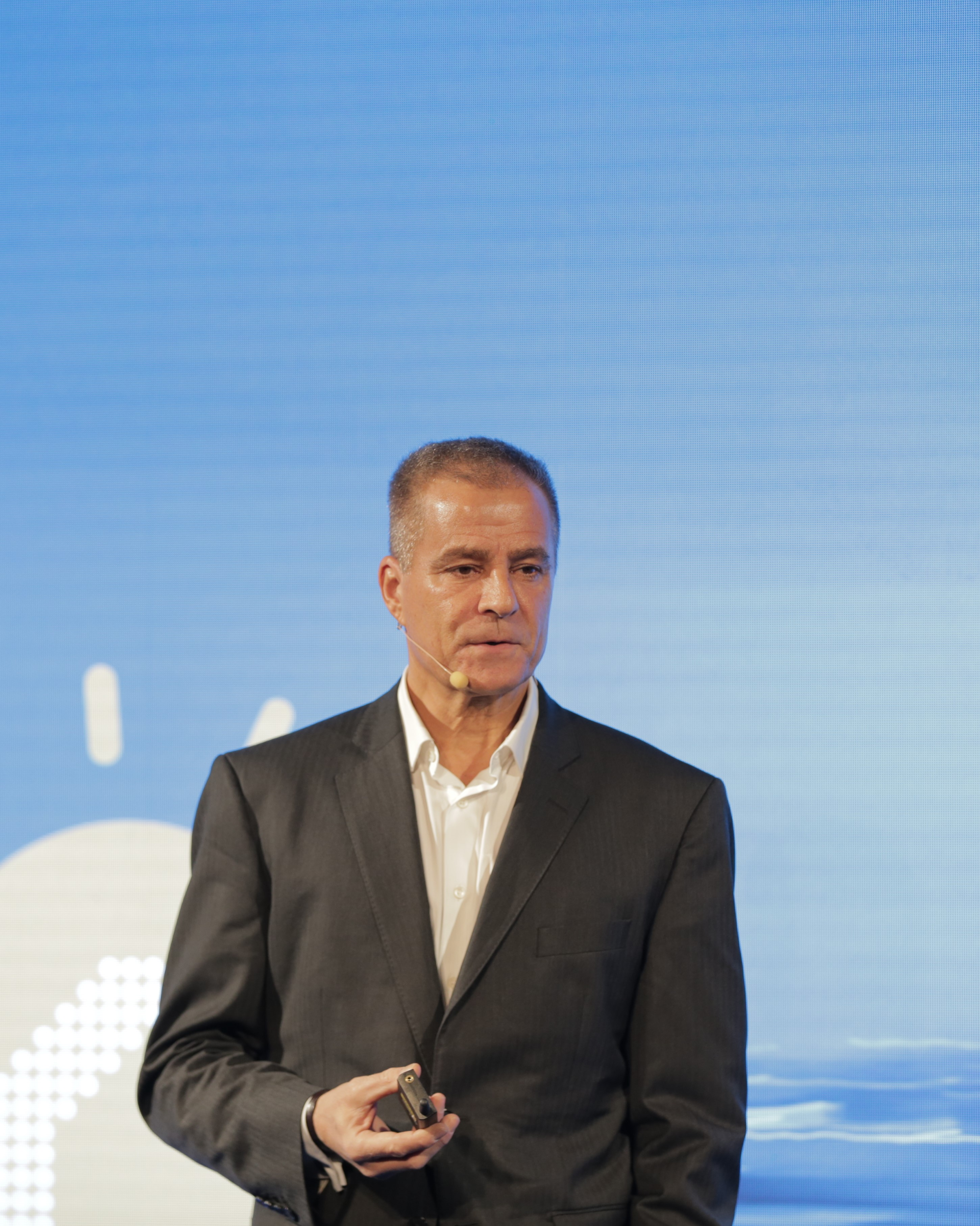
Dominique Cerutti

Dominique Cerutti (geboren am 3. Januar 1961 in Manosque, Frankreich) ist ein französischer Geschäftsmann. Er war von Juni 2015 bis Dezember 2020 Vorsitzender und CEO der Altran-Gruppe.

## Werdegang

### Frühe Karriere
Cerutti ist Ingenieur und Absolvent der ESTP. Er begann seine Karriere als Ingenieur für das französische Unternehmen Bouygues Construction in Saudi-Arabien, wo er fast zwei Jahre lang tätig war.

### IBM
1986 wechselte er zu IBM, wo er in den Bereichen Vertriebstechnik und Vertriebsmanagement anfing.
In den folgenden zehn Jahren stieg Cerutti innerhalb von IBM auf und arbeitete in internationalen Positionen. Im Jahr 1998 wurde er Assistent des Vorstandsvorsitzenden und CEO Lou Gerstner.
Im Jahr 2000 wechselte er zu IBM Global Services, zunächst als General Manager für Westeuropa und dann für die gesamte EMEA-Region. Er leitete Zehntausende von Mitarbeitern in 17 verschiedenen Bereichen.
Im Jahr 2005 wurde Cerutti General Manager von IBM für Europa, den Nahen Osten und Afrika.

### NYSE-Euronext
2009 verließ Cerutti IBM und wechselte als Präsident und stellvertretender CEO zu  NYSE Euronext, einer globalen Börsengruppe. Er war zudem CEO von Euronext NV, der europäischen Tochtergesellschaft von NYSE Euronext, und Vorsitzender und CEO von Euronext Paris.
2010 wurde er zum Vorstandsmitglied der Gruppe ernannt. Im November 2013 stieg er vom stellvertretenden CEO der NYSE zum CEO von Euronext auf.
Im Juni 2014 überwachte er den Börsengang von Euronext als unabhängiges Unternehmen, nachdem es sich von der Muttergesellschaft ICE getrennt hatte. Im September 2014 startete er ein Programm zur Steigerung der operativen Einsparungen um 60 Millionen Euro in den nächsten drei Jahren mit dem Ziel, ein jährliches Umsatzwachstum von 5 % zu erreichen und die langfristige EBITDA-Marge des Unternehmens von 42 % auf 53 % zu verbessern.

### Altran
Am 18. Juni 2015 wurde Cerutti Vorsitzender und CEO der Altran-Gruppe.
Im November 2015 kündigte Cerutti seinen Fünfjahres-Strategieplan „Altran 2020. Ignition“. Der Plan zielte darauf ab, dass das Unternehmen in fünf Jahren einen Umsatz von 3 Milliarden Euro und eine deutliche Steigerung der Rentabilität erreichen sollte.
Im November 2017 kaufte die Altran Group unter der Leitung von Cerruti das Unternehmen Aricent für 2,0 Milliarden US-Dollar. Mit diesem Schritt konnte der Strategieplan „Altran 2020. Ignition“ seine Ziele zwei Jahre früher als geplant erreichen und das Unternehmen als weltweit führenden Anbieter von Engineering-, Forschungs- und Entwicklungsdienstleistungen etablieren. Unter Cerutti veröffentlichte Altran für das Jahr 2017 einen Umsatzanstieg von 10 % sowie ein um 13,6 % höheres Betriebsergebnis. Die Umsatzmarge stieg auf 10,8 %.
Im Juni 2018 kündigte Cerutti den Plan „The High Road, Altran 2022“ an, der eine Marge von 14,5 % und einen Umsatz von 4 Milliarden Euro im Jahr 2022 anstrebte, indem er auf technologische Durchbrüche setzte.
Im April 2020 schloss Dominique Cerutti zusammen mit Paul Hermelin das Übernahmeangebot von Capgemini für Altran in Höhe von 3,6 Milliarden Euro ab, um „sich als Weltmarktführer für intelligente Industrien zu etablieren“.
Im Dezember 2020 trat er als CEO von Altran zurück.
Seit März 2021 ist Cerutti Vorsitzender des Verwaltungsrats von Adarma und seit dem 1. Juli 2021 Mitglied des Verwaltungsrats der IDEMIA Group.

## Auszeichnungen
Das französische Wochenmagazin Option Finance nahm Cerutti in seine Rangliste der 50 Persönlichkeiten, die im Jahr 2014 zur Belebung der Wirtschafts- und Finanznachrichten beigetragen haben, auf.

## Persönliches Leben
Cerutti ist verheiratet und Vater von zwei Kindern.